# Rheumatobates minutus
Rheumatobates minutus är en insektsart som beskrevs av Hungerford 1936. Rheumatobates minutus ingår i släktet Rheumatobates och familjen skräddare. Utöver nominatformen finns också underarten R. m. minutus.